# 雷丁燈塔

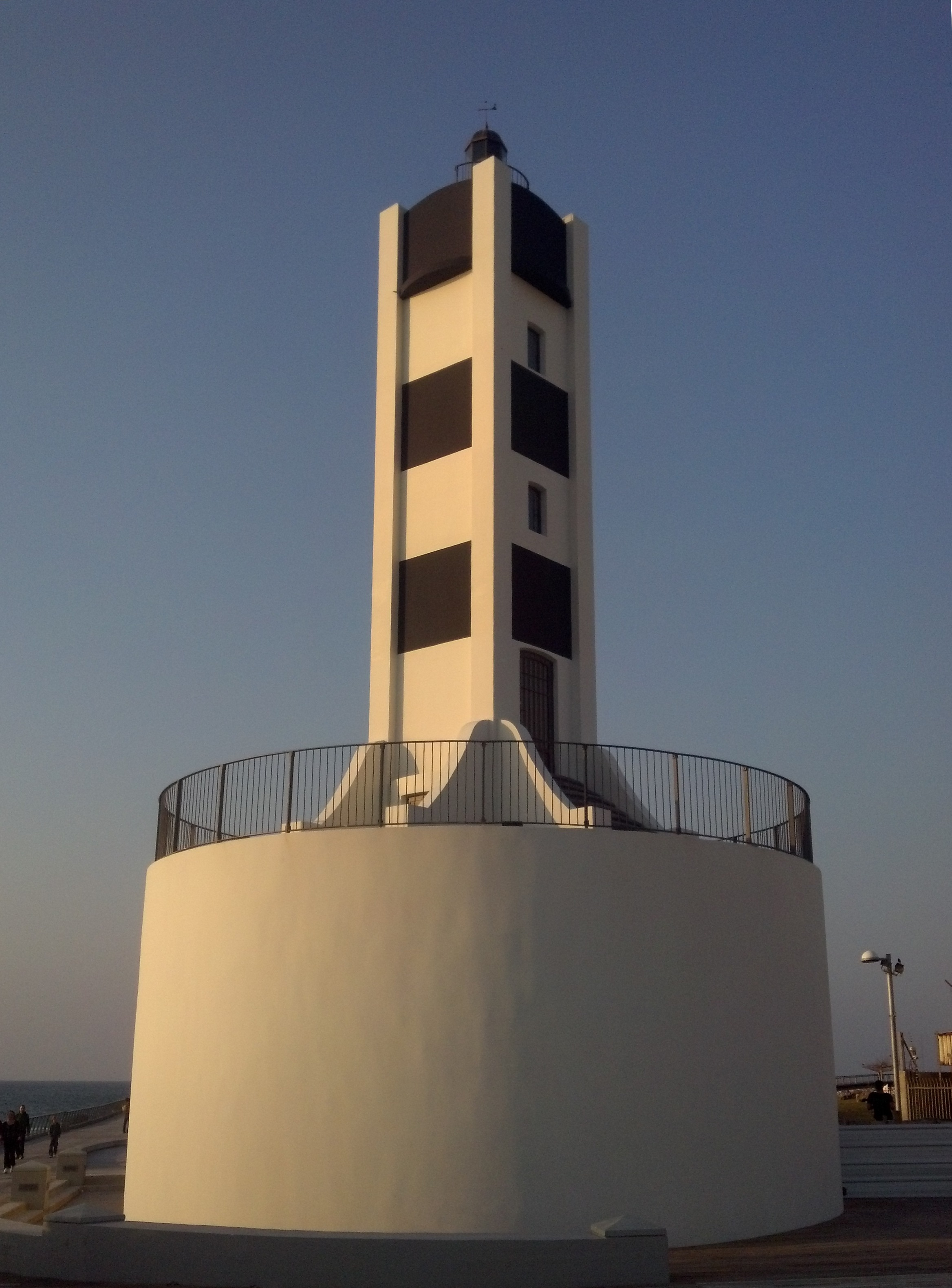
雷丁燈塔

32°6′12.86″N 34°46′37.11″E / 32.1035722°N 34.7769750°E
雷丁燈塔（希伯來語：מגדלור רדינג），又稱特拉維夫燈塔，是以色列特拉維夫的一座燈塔，現在並不活躍。燈塔位於特拉維夫南部，靠近特拉維夫港。燈塔得名於附近的雷丁發電廠。雷丁燈塔出現在多部以色列電影中，並在2009年選入以色列郵票的圖案。